# Еугеніуш Лазовський
Еугеніуш Лазовський (пол. Eugeniusz Sławomir Łazowski ; 1913, Ченстохова, Польща — 2006, Юджин, Орегон, США) — польський лікар, який врятував тисячі євреїв під час Голокосту, зімітувавши за допомогою свого друга Станіслава Матулевича епідемію тифу і зігравши таким чином на патофобії німців. Роблячи це, він ризикував бути засудженим до страти, що застосовувалася до поляків, які допомагали євреям під час Голокосту.
Лазовський вижив під час війни і 1958 року поїхав до Америки, де працював лікарем. Лазовський залишив практику наприкінці 1980 року. Він помер у 2006 році в Юджині, штат Орегон, де він жив зі своєю дочкою.

## Під час німецької окупації Польщі
Перед настанням Другої світової війни Євгеніуш Лазовський здобув медичний ступінь в Університеті Юзефа Пілсудського у Варшаві. Під час німецької окупації Лазовський проживав у Розвадові з дружиною та маленькою донькою. Вів лікарську практику разом із шкільним другом доктором Станіславом Матулевичем. Матулевич виявив, що якщо впорскувати здоровим людям мертві бактерії лат. Proteus OX19, тестування на тиф дає позитивні результати без будь-яких симптомів хвороби. Два лікарі склали секретний план порятунку близько десятка сіл на околицях Розвадова та Збиднюва не лише від примусових робіт, а й від винищення нацистами. Лазовський зімітував епідемію тифу в місті Розвадові та його околицях та врятував 8 тис. євреїв від нацистського переслідування. Він використав медичну науку, щоб обдурити німців і вберегти євреїв та поляків від депортації до нацистських концентраційних таборів.
Заражених євреїв німці вбивали, тому Лазовський і Матулевич впорскували вірус полякам, які мешкали в селах навколо гетто. Налякані німці не відправляли інфікованих поляків до трудових таборів, і зрештою закрили весь район на карантин. Таким чином, були врятовані як польські сім'ї від неминучої депортації до концентраційних таборів, так і єврейські — від страт.
Існує документальний фільм про доктора Еугеніуша Лазовського під назвою «Приватна війна» телепродюсера Райана Бенка, заснований на свідченнях людей, сім'ї яких були врятовані через фальсифіковані «епідемії».